# Nowe Gołuszowice
Nowe Gołuszowice  (deutsch Neu Kreuzendorf) ist eine Ortschaft in Oberschlesien. Der Ort liegt in der Gmina Głubczyce im Powiat Głubczycki in der Woiwodschaft Oppeln in Polen.

## Geographie

### Geographische Lage
Das Straßendorf Nowe Gołuszowice liegt drei Kilometer südwestlich der Kreisstadt und des Gemeindesitzes Głubczyce (Leobschütz) sowie 67 Kilometer südwestlich der Woiwodschaftshauptstadt Opole (Oppeln). Der Ort liegt in der Nizina Śląska (Schlesische Tiefebene) innerhalb der Płaskowyż Głubczycki (Leobschützer Lößhügelland). Der Ort liegt an der Landesstraße Droga krajowa 38. Das Dorf liegt an der Złotnik.

### Nachbarorte
Nachbarorte von Nowe Gołuszowice sind im Norden Gołuszowice (Kreuzendorf), im Nordosten der Gemeindesitz Głubczyce (Leobschütz), im Südosten Nowy Rożnów (Neu Roznow) sowie im Süden Krzyżowice (Kreisewitz).

## Geschichte
Beim Ort Neu Kreuzendorf handelt es sich ursprünglich um die Hebestelle Hruziksfleiss, welche an der Straße zwischen Leobschütz und Jägerndorf gegründet wurde. Die Ortschaft gehörte zum Dorf Kreuzendorf.
Bis 1945 gehörte der Ort zum Landkreis Leobschütz.
1945 kam der bisher deutsche Ort unter polnische Verwaltung, wurde in Nowe Gołuszowice umbenannt und der Woiwodschaft Schlesien angeschlossen. 1950 wurde Nowe Gołuszowice der Woiwodschaft Oppeln zugeteilt. 1999 wurde es Teil des wiedergegründeten Powiat Głubczycki.